# Marquesado de Samaranch
El marquesado de Samaranch es un título nobiliario español, otorgado por el rey Juan Carlos I de España el 30 de diciembre de 1991 a favor de Juan Antonio Samaranch Torelló.

## Denominación
La denominación de la dignidad nobiliaria refiere al apellido paterno por el que fue universalmente conocido la persona en la que en su memoria se instituye dicha merced nobiliaria.

## Carta de Otorgamiento
El real decreto expone y dispone lo siguiente: 
«La eficaz dedicación de don Juan Antonio Samaranch Torelló al fomento del deporte y al entendimiento entre los pueblos, desde los destacados puestos públicos que ha ocupado, han venido a culminar con su brillante actuación como Presidente del Comité Olímpico Internacional, por lo que, queriendo demostrarle Mi Real aprecio,
Vengo en otorgar a don Juan Antonio Samaranch Torelló el título de Marqués de Samaranch, para sí y sus sucesores, de acuerdo con la legislación nobiliaria española. Dado en Madrid a 30 de diciembre de 1991».

## Armas

Escudo de armas del primer Marqués de Samaranch

De merced nueva. Terciado en palo: 1.º, en campo de azur, una cúpula de la Catedral de San Basilio de Moscú, de oro; 2.º, en campo de plata, fajas ondeadas, de azur; 3.º, en campo de oro, cuatro palos, de gules, cargados, en abismo, de un losange, de plata, con una cruz de gules. Jefe, en campo de sinople, con los aros olímpicos, de oro.

## Marqueses de Samaranch
| Titular                    | Titular                          | Periodo                    |                            |
| Creación por Juan Carlos I | Creación por Juan Carlos I       | Creación por Juan Carlos I | Creación por Juan Carlos I |
| -------------------------- | -------------------------------- | -------------------------- | -------------------------- |
| I                          | Juan Antonio Samaranch Torelló   | 1991-2010                  |                            |
| II                         | María Teresa Samaranch Salisachs | 2011-actual titular        |                            |